# Ebbets Field

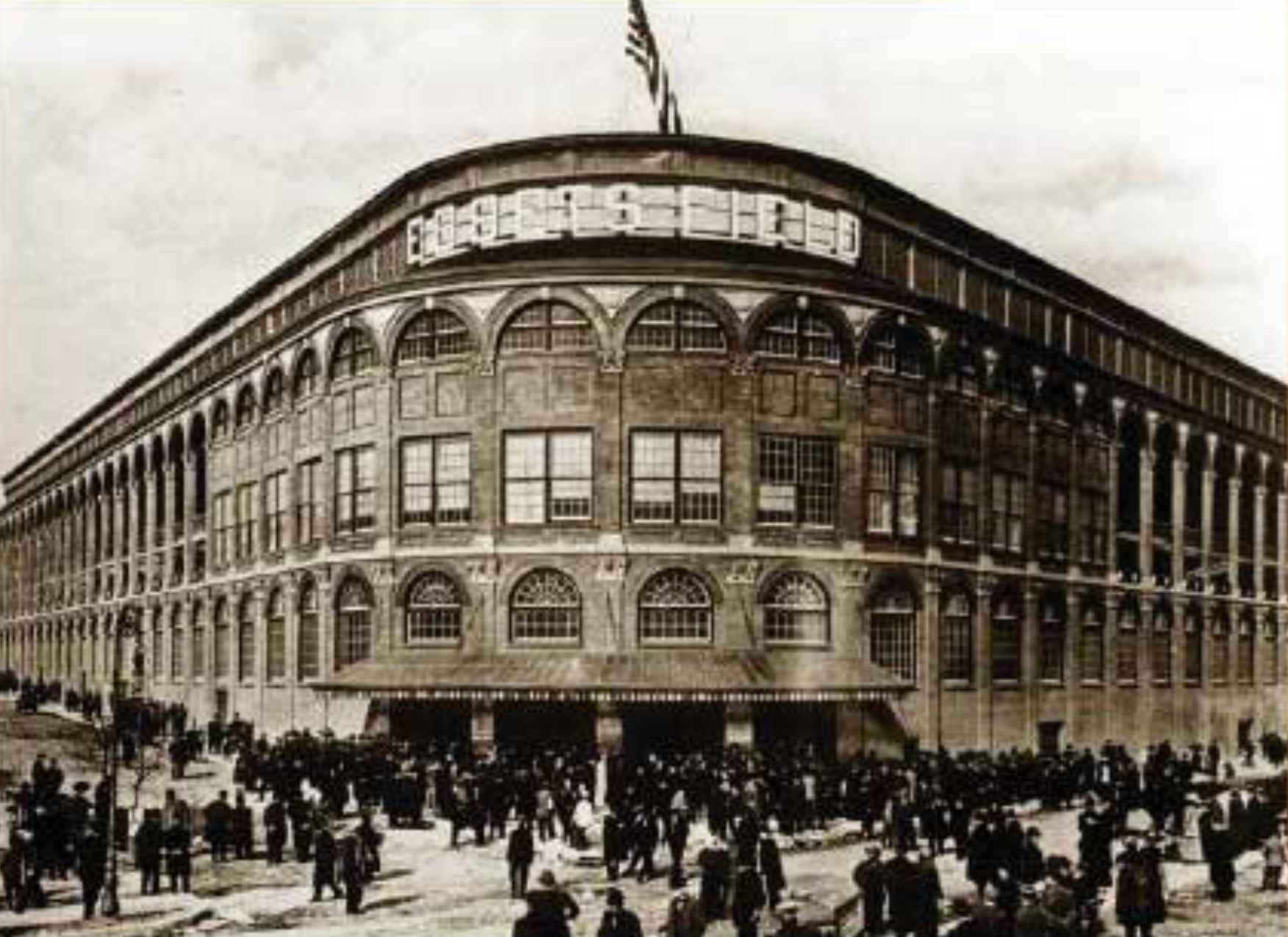
Ebbets Field am Eröffnungstag

Ebbets Field war ein Baseballstadion in Brooklyn. Es war das Stadion der Brooklyn Dodgers.
Das kleinste Stadion der National League wurde von dem Architekten Clarence Randall Van Buskink am südwestlichen Ende des Stadtteils Crown Heights nahe dem Prospect Park erbaut und am 9. April 1913 geöffnet.
Es hatte ein Fassungsvermögen von 25.000 Zuschauern, das 1932 auf 32.000 erweitert wurde. Ab dem 23. Februar 1960, drei Jahre nach dem Umzug der Dodgers nach Los Angeles und fünf Jahre nach deren erster World-Series-Meisterschaft, wurde das Stadion abgerissen. In dem semidokumentarischen Spielfilm Blue in the Face des Regisseurs Wayne Wang von 1995 sind schwarzweiße Archivaufnahmen über den Abriss des geschichtsträchtigen Stadions Ebbets Field zu sehen.
Daraufhin ging es als geradezu mystischer, verloren gegangener Ort in die kollektive amerikanische Volksseele ein. In zahlreichen Romanen, unter anderen bei Paul Auster und in Don DeLillos „Underworld“, wurde es beschrieben.